# Academia.edu
Academia.edu is een sociaalnetwerksite voor wetenschappers en onderzoekers om informatie en publicaties te delen. Het is een 'open repository' voor academische artikelen die gratis door bezoekers kunnen worden gelezen. Gebruikers kunnen zich gratis registreren en hun eigen artikelen delen.
De website is in 1999 geregistreerd in het .edu top-level domain. Het wordt geëxploiteerd als bedrijf onder de naam 'Academia Inc'. Sinds de lancering van de website in 2008 is het aantal gebruikers gegroeid tot ongeveer 10 miljoen dagelijkse bezoeken begin 2022. Het aantal geregistreerde gebruikers was toen 180 miljoen, waarbij 40 miljoen artikelen beschikbaar waren.

## Geschiedenis
Academia.edu is opgericht door Richard Price.
Het bedrijf is geregistreerd bij de Amerikaanse Securities and Exchange Commission met de officiële naam Academia Inc.
In de maanden na overname van Academia.edu concurrent Mendeley stuurde Elsevier duizenden takedown notices naar Academia.edu. Na vele klachten van academici is men daar volgens Academia.edu-oprichter en CEO Richard Price mee gestopt.
In 2022 kondigde het bedrijf plannen aan om tien ‘open access’-tijdschriften te lanceren ‘om hun werk snel te beoordelen en te publiceren, wat een nieuwe verstoring van de sector zou betekenen’.